# Iegor Klyuka
Pour les articles homonymes, voir Klyuka.
Iegor Vassilievitch Klyuka (en russe : Егор Васильевич Клюка) est un joueur russe de volley-ball né le 15 juin 1995 à Kobryn. Il joue réceptionneur-attaquant. Pour plusieurs saisons il est dans l'équipe de Fakel Novy Ourengoï.

## Palmarès

### Clubs
Challenge Cup:
- 2017[1]
- 2016

Championnat du monde des clubs:
- 2018

### Équipe nationale
Championnat du monde de 23 ans:
- 2015

Jeux européens:
- 2015

Universiade d'été:
- 2015

Championnat d'Europe:
- 2017[2]

Jeux olympiques :
- 2020.

### Distinctions individuelles
- 2015: Meilleur joueur et réceptionneur-attaquant Championnat du monde de 23 ans
- Il est désigné meilleur réceptionneur-attaquant du tournoi olympique 2020[3].